# Nachtreis

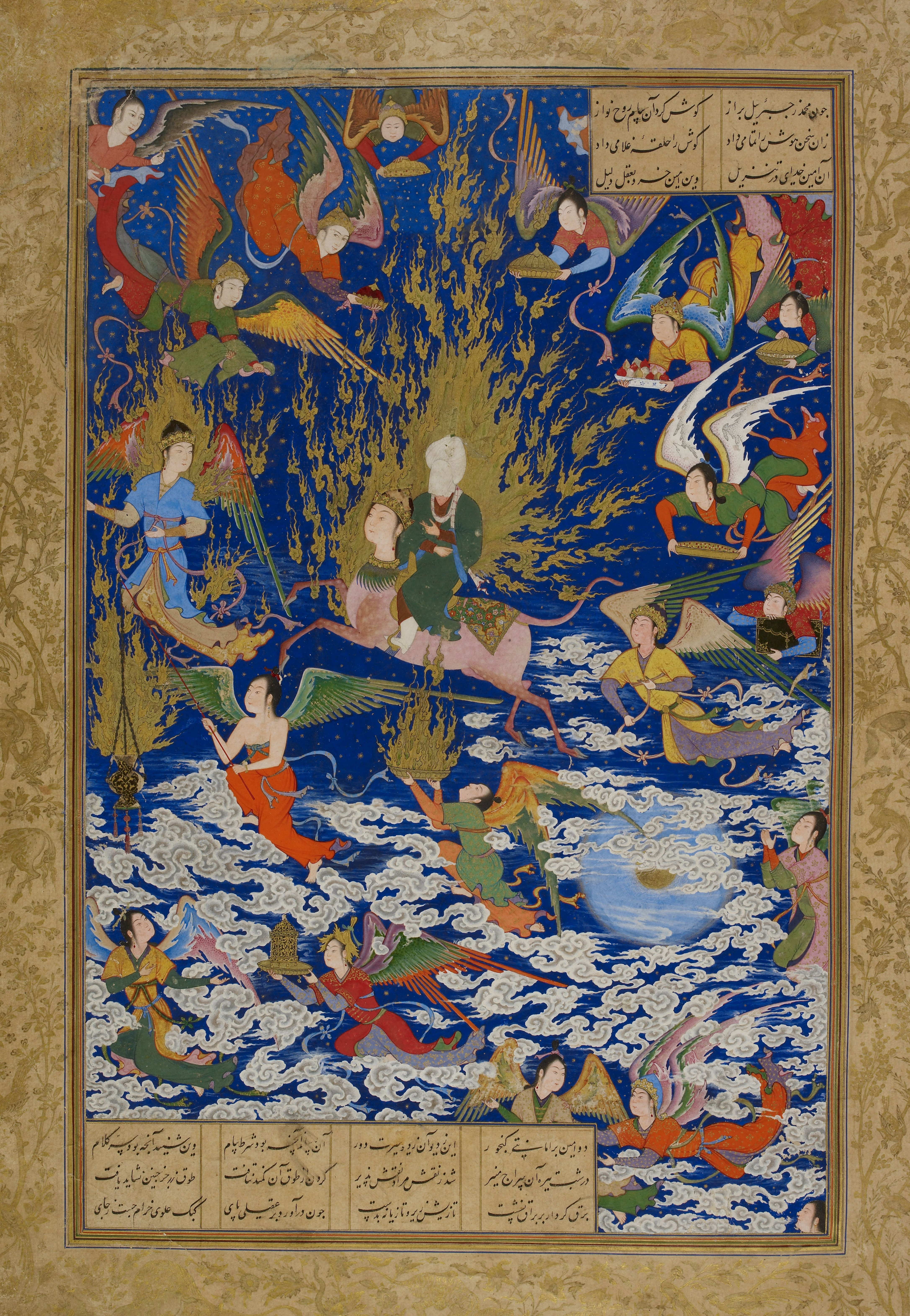
Afbeelding uit de Khamseh van Nizami (ca. 1539–1543).

De Nachtreis of Isra en Mi'raj (Arabisch: الإسراء والمعراج ) verwijst naar een reis die de islamitische profeet Mohammed volgens de islamitische traditie gemaakt zou hebben op het hemelse dier Buraq. De nachtreis wordt in de moskee op de avond van een van de  'gezegende nachten' herdacht, op 27 Radjab.

## Arabische woorden
Isra (Arabisch: الإسراء ) is de term die gebruikt wordt voor dat deel van de Nachtreis waarbij Mohammed van Mekka naar de plaats van de Masjid Al-Aqsa in Jeruzalem ging. Mi’raj (Arabisch: المعراج) wordt gebruikt voor het tweede deel van de Nachtreis, van de Al-Aqsa naar de hemel. 

## Interpretatie
Een aantal madhhabs gaan ervan uit dat de Nachtreis een droom betreft, zoals ook Aïsha eens gezegd zou hebben, hoewel veel moslims geloven dat Mohammed de reis fysiek gemaakt zou hebben. Volgens de hanafitische madhhab is het een van de Gezegende Nachten.

## De reis
Volgens de overlevering verscheen Djibriel (Gabriël) op een nacht aan Mohammed. Mohammed mocht in die nacht Buraq bestijgen om zo met Djibriel naar Jeruzalem te gaan. Daar aangekomen bond Mohammed Buraq met een touw vast aan een ring in de Westmuur. Na een gezamenlijke salat te hebben verricht met honderdvierentwintigduizend profeten, besteeg Mohammed het dier weer en steeg op ten hemel, alwaar hij door zeven hemelen reisde.
In de eerste hemel ontmoetten Mohammed en Djibriel de profeet Adam, in de tweede hemel ontmoetten ze de profeten Yahya en Isa, in de derde ontmoetten ze Yusuf, in de vierde ontmoetten ze Idries, in de vijfde ontmoetten ze Haroen, in de zesde ontmoetten ze Musa en in de zevende ontmoetten ze Ibrahim. Mohammed sprak met elke profeet en zij feliciteerden hem.
Mohammed werd vervolgens naar Sidratoel Moentaha gebracht - een heilige boom in de zevende hemel die Gabriël niet mocht passeren.
Ten slotte zou Mohammed God hebben ontmoet. God zei tegen Mohammed dat de moslims 50 keer per dag de salat moesten verrichten. Toen Mohammed met dit nieuws in de zesde hemel arriveerde, stuurde Musa hem terug naar God; 50 keer zou te moeilijk zijn voor de gelovigen. Mohammed keerde op verzoek van Musa terug naar God en hem werd een tienmaal-dagelijkse salat meegegeven. Musa vond dit nog steeds te veel, dus Mohammed kwam een derde maal bij God. Ditmaal gaf God een vijfmaal-dagelijkse salat. Toen Mohammed bij Musa kwam en Musa hem zei dat dit nog steeds te veel was, zei Mohammed zich te schamen nog een keer terug te keren naar God om nog minder te vragen. Vanaf dat moment zouden moslims verplicht zijn vijfmaal per dag de salat te verrichten.
De hemelvaart wordt als bewijsteken gevraagd voor Mohammed.

"Of tenzij je een huis hebt van goud, of tenzij je ten hemel stijgt, maar wij zullen in uw hemelvaart niet geloven tenzij je ons een boek neerzendt dat wij kunnen lezen." Zeg: "Glorie zij mijn Heer: ik ben slechts mens en boodschapper!"
— Koran, soera 17, vers 93 (vertaling Kramers)

Daarnaast is er binnen de islam sprake van een hemelvaart van Isa (Jezus). De Koran stelt in soera De Vrouwen 157 dat Jezus niet aan het kruis is gestorven; God zou Jezus reeds tot Hem 'verhoogd' of 'opgeheven' hebben.

Toen Allah zei: "O 'Isa, Ik laat jou sterven en Ik zal jou tot Mij opheffen en jou reinigen van hen die ongelovig zijn en Ik zal tot de opstandingsdag hen die jou volgen stellen boven hen die ongelovig zijn. Dan zal jullie terugkeer tot Mij zijn en zal Ik tussen jullie oordelen over dat waarover jullie het oneens waren.
— Koran, soera 3, vers 55 (vertaling Kramers)

## Geschiedenis
De kiem van het verhaal ligt in een vers in de Koran:

Lofprijzing aan Hem die deed reizen
Zijn dienaar des nachts van het Gewijde Bedehuis naar het Uiterste Bedehuis
waarvan Wij de omtrek gezegend hebben
opdat Wij hem van Onze tekenen zouden tonen
Hij is de Horende, de Ziende
— Koran, soera 17, vers 1 (vertaling Kramers)

Het is verder uitgewerkt in de Hadith, tafsir en profetenlegenden (Qiṣaṣ al-anbiyāʾ), waarbij de nachtreis een vervolg kreeg in de hemelvaart van Mohammed en in sommige versies in een hellevaart (bv. Aboe Hoeraira). Belangrijk in de evolutie was ʿAbdallāh ibn ʿAbbās, maker van wat als het primitieve relaas wordt beschouwd (ca. 687). Hij gaf levendige beschrijvingen van hoe Buraq eruitzag en van de gesprekken die Mohammed voerde met het dier en met Allah, tot lichamelijke aanrakingen toe. Een deel van de moslimwereld wees dit af als fabricatie, terwijl Ibn Ishaq er vele elementen uit overnam voor wat de klassieke versie werd.  
De oudste monografische behandelingen van het thema gaan terug tot het einde van de 8e eeuw, met de sjiïet Hišām ibn Sālim al-Ǧawālikī. Al-Qushayri uit Nisjapoer onderzocht de traditie kritisch in zijn Kitāb al-miʿrāǧ, waarin hij elementen uit de soefimystiek aan bod laat komen. De mysterieuze figuur Abūʾl-Ḥasan Aḥmad ibn ʿAbdallāh ibn Muḥammad al-Bakrī schreef Het bericht over de hemelvaart, volkomen en volledig (Ḥadīth al-Miʿrāǧ ʿalā ʾt-tamām wa-ʾl-kamāl). Ook al-Maʿarri's Epistel over de vergiffenis bevat een verslag van de hiernamaalsreis. In de Perzische poëzie was het een vaak behandeld thema (bv. in Khamseh van Nezami).
In Europese talen raakte het verhaal verspreid via het hof van Alfons de Wijze. Het in zijn opdracht gemaakte Boek van Mohammeds Ladder circuleerde in het Frans en Latijn. Waarschijnlijk nam Dante langs deze weg kennis van de islamitische eschatologie, waarvan vele elementen terugkomen in zijn Goddelijke Komedie: de opbouw van hemel en hel uit concentrische trappen, de wachters, de monsters, de contrapasso in de hel, de diepte die toeneemt met de ernst van de zonden etc.